# Seukendorf
Seukendorf település Németországban, azon belül Bajorországban. Lakosainak száma 3178 fő (2023. december 31.). Seukendorf Fürth és Veitsbronn községekkel határos.

## Népesség
A település népessége az elmúlt években az alábbi módon változott:
| Lakosok száma | 413  | 691  | 1398 | 2103 | 3067 | 3101 | 3144 | 3123 | 3165 | 3178 |
|               | 1875 | 1950 | 1975 | 1987 | 2012 | 2014 | 2016 | 2017 | 2021 | 2023 |